# Präsidentschaftswahl in Costa Rica 2018

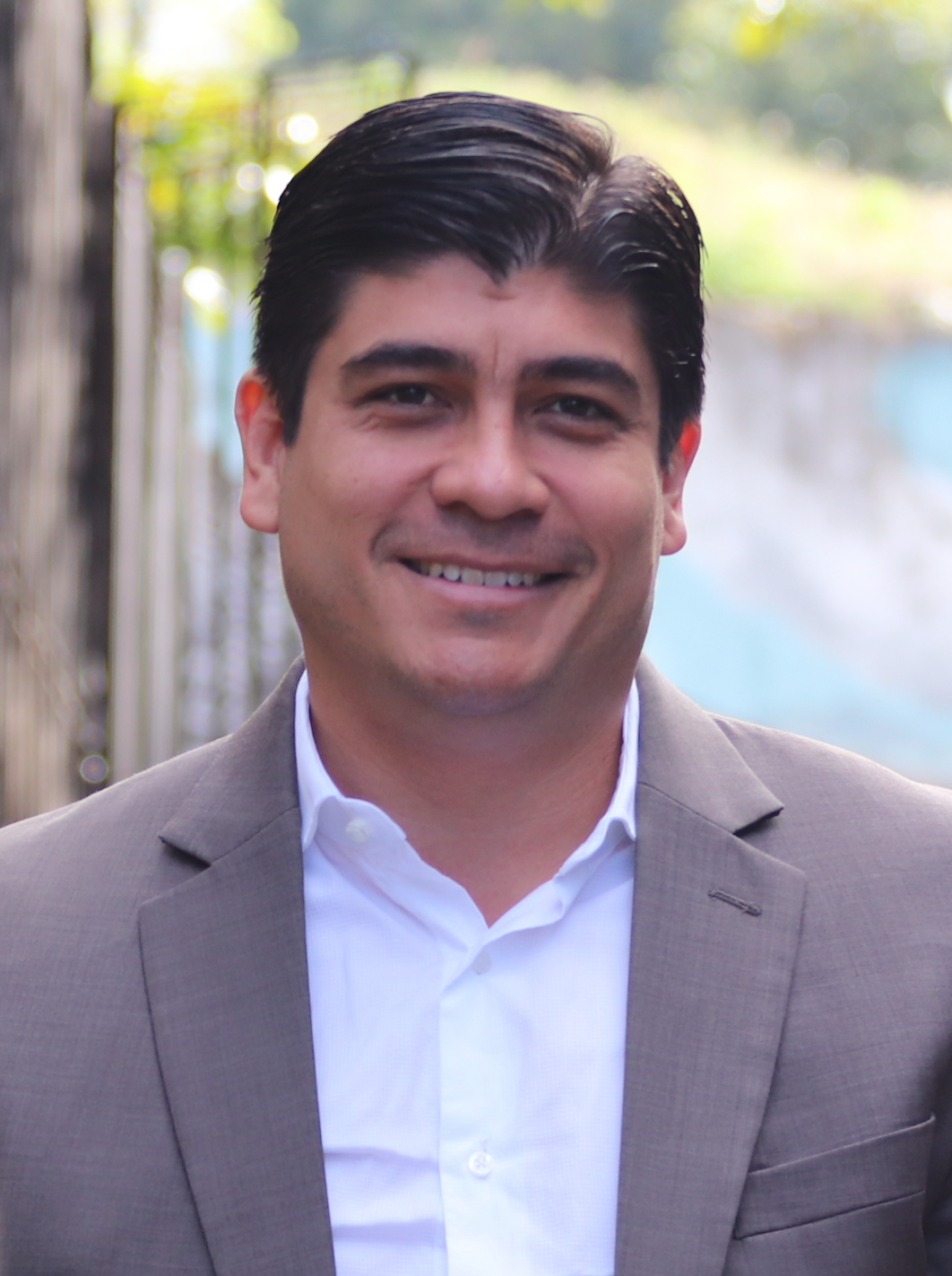
Wahlsieger Carlos Alvarado Quesada (PAC)

Die Präsidentschaftswahl in Costa Rica 2018 wurde von Carlos Alvarado Quesada gewonnen. In einer Stichwahl am 1. April 2018 setzte er sich mit 60,8 % der gültigen Stimmen gegen Fabricio Alvarado Muñoz (39,2 %) durch.

## Wahlsystem
Der Präsident von Costa Rica wurde direkt vom Volk gewählt. Im ersten Wahlgang war ein Kandidat gewählt, wenn er eine Mehrheit von mindestens 40 % der abgegebenen Stimmen erhielt. Erreichte dies kein Kandidat, fand eine Stichwahl zwischen den beiden Bewerbern statt, die im ersten Wahlgang die meisten Stimmen erhalten hatten.
Die Amtszeit eines gewählten Präsidenten betrug vier Jahre. Eine Wiederwahl war nicht möglich.

## Ergebnis
Im ersten Wahlgang am 4. Februar hatte Alvarado Muñoz noch mit 24,9 % vor Alvarado Quesada (21,7 %) gelegen. Alvarado Muñoz war von der erst 2005 gegründeten Partido Restauración Nacional (PRN) nominiert worden, die bei der Parlamentswahl 2018 (zeitgleich mit der ersten Runde der Präsidentschaftswahl) mit 14 von 57 Sitzen (zuvor nur 1 Sitz) zweitstärkste Kraft im Parlament geworden war. Alvarado Quesada ist Mitglied der Partido Acción Ciudadana (PAC), der auch der scheidende Staatspräsident Luis Guillermo Solís angehört. Solís konnte nicht wieder kandidieren, weil die Verfassung keine direkte Wiederwahl des Staatspräsidenten erlaubte.
| Kandidat                 | Partei                                     | Erster Wahlgang | Erster Wahlgang | Stichwahl | Stichwahl |
| Kandidat                 | Partei                                     | Stimmen         | %               | Stimmen   | %         |
| ------------------------ | ------------------------------------------ | --------------- | --------------- | --------- | --------- |
| Carlos Alvarado Quesada  | Partido Acción Ciudadana (PAC)             | 466.129         | 21,63           | 1.322.908 | 60,59     |
| Fabricio Alvarado        | Partido Restauración Nacional (PREN)       | 538.504         | 24,99           | 860.388   | 39,41     |
| Antonio Álvarez Desanti  | Partido Liberación Nacional (PLN)          | 401.505         | 18,63           |           |           |
| Rodolfo Piza Rocafort    | Partido Unidad Socialcristiana (PUSC)      | 344.595         | 15,99           |           |           |
| Juan Diego Castro        | Partido Integración Nacional (PIN)         | 205.602         | 9,54            |           |           |
| Rodolfo Hernández Gómez  | Partido Republicano Socialcristiano (PRSC) | 106.444         | 4,94            |           |           |
| Otto Guevara Guth        | Movimiento Libertario (ML)                 | 21.890          | 1,02            |           |           |
| Edgardo Araya Sibaja     | Frente Amplio (FA)                         | 16.862          | 0,78            |           |           |
| Sergio Mena Díaz         | Partido Nueva Generación (PNG)             | 16.329          | 0,76            |           |           |
| Mario Redondo Poveda     | Alianza Demócrata Cristiana (ADC)          | 12.638          | 0,59            |           |           |
| Stephanie Campos Arrieta | Partido Renovación Costarricense (PRC)     | 12.309          | 0,57            |           |           |
| Óscar López Arias        | Partido Accesibilidad Sin Exclusión (PASE) | 7.539           | 0,35            |           |           |
| John Vega Masís          | Partido de los Trabajadores (PT)           | 4.351           | 0,20            |           |           |
| Gesamt                   | Gesamt                                     | 2.154.697       | 100,00          | 2.183.296 | 100,00    |
| Gültige Stimmen          | Gültige Stimmen                            | 2.154.697       | 98,71           | 2.183.296 | 98,90     |
| Ungültige Stimmen        | Ungültige Stimmen                          | 28.067          | 1,29            | 24.260    | 1,10      |
| Wahlbeteiligung          | Wahlbeteiligung                            | 2.182.764       | 65,70           | 2.207.556 | 66,45     |
| Nichtwähler              | Nichtwähler                                | 1.139.565       | 34,30           | 1.114.773 | 33,55     |
| Wahlberechtigte          | Wahlberechtigte                            | 3.322.329       | –               | 3.322.329 | –         |
| Quelle: TSE              |                                            |                 |                 |           |           |

### Provinzen
Bemerkenswert war das regionale Ergebnis: In den vier Provinzen, die aus dem Zentrum Costa Ricas regiert werden (Alajuela, Cartago, Heredia und San José), sowie in Guanacaste gewann Alvarado Quesada, in den Küstenprovinzen Limón und Puntarenas hingegen Alvarado Muñoz.

#### Erster Wahlgang
| Provinz    | PREN    | PAC     | PLN     | PUSC    | PIN     | PRSC   | ML     | FA     | PNG    | Sonstige |
| ---------- | ------- | ------- | ------- | ------- | ------- | ------ | ------ | ------ | ------ | -------- |
| Alajuela   | 26,76 % | 21,83 % | 18,16 % | 15,23 % | 8,85 %  | 5,44 % | 0,91 % | 0,75 % | 0,72 % | 1,34 %   |
| Cartago    | 15,02 % | 26,43 % | 20,17 % | 15,06 % | 10,87 % | 6,36 % | 1,03 % | 0,76 % | 0,86 % | 3,45 %   |
| Guanacaste | 25,56 % | 15,08 % | 23,56 % | 15,81 % | 11,20 % | 5,20 % | 0,96 % | 0,67 % | 0,49 % | 1,46 %   |
| Heredia    | 21,18 % | 27,28 % | 17,68 % | 18,08 % | 8,07 %  | 3,72 % | 1,02 % | 0,80 % | 0,93 % | 1,23 %   |
| Limón      | 42,58 % | 10,56 % | 17,56 % | 9,24 %  | 10,40 % | 4,59 % | 1,29 % | 0,94 % | 0,43 % | 2,41 %   |
| Puntarenas | 35,54 % | 12,02 % | 18,50 % | 13,64 % | 11,51 % | 4,85 % | 1,07 % | 0,80 % | 0,56 % | 1,50 %   |
| San José   | 22,89 % | 23,51 % | 17,98 % | 17,98 % | 9,01 %  | 4,59 % | 1,02 % | 0,78 % | 0,85 % | 1,40 %   |
| Ausland    | 11,66 % | 37,67 % | 17,03 % | 22,73 % | 5,53 %  | 0,98 % | 0,71 % | 1,82 % | 0,73 % | 1,12 %   |
| Gesamt     | 24,99 % | 21,63 % | 18,63 % | 15,99 % | 9,54 %  | 4,94 % | 1,02 % | 0,78 % | 0,76 % | 1,72 %   |

#### Stichwahl
| Provinz    | PAC     | PREN    |
| ---------- | ------- | ------- |
| Alajuela   | 59,84 % | 40,16 % |
| Cartago    | 74,67 % | 25,33 % |
| Guanacaste | 58,79 % | 41,21 % |
| Heredia    | 67,23 % | 32,77 % |
| Limón      | 36,61 % | 63,39 % |
| Puntarenas | 44,94 % | 55,06 % |
| San José   | 62,32 % | 38,68 % |
| Ausland    | 77,63 % | 22,37 % |
| Gesamt     | 60,79 % | 39,21 % |